# Hans Jonstoij
Hans Gunnar Jonstoij, född 30 juli 1932 i Kristberg i Östergötland, död 1996 på Åland, var en svensk regissör, skådespelare och medarbetare vid Sveriges Radio.

## Biografi
Jonstoij var son till Birgit Alfrida (Claesson) Jonstoij och Expressenjournalisten Ingvar Axelsson (Axon) samt dotterson till skådespelaren Jean Claesson. Jonstoij verkade vid Sveriges Radio, först vid Litterära sektionen, senare vid Radioteatern. Han producerade bland annat Dagens dikt, ljudkonst och radiopjäser av bland andra Öyvind Fahlström, Erik Beckman, Marie-Louise Ekman, Göran Tunström, Sven Delblanc och Lars Norén. Han medverkade ofta i radio och TV som berättarröst och spelar i Anders Carlbergs radiouppsättning av En mölnaelegi rollen som Gunnar Ekelöf. Jonstoij lämnade Stockholm och radioteatern i början av 1980-talet och bosatte sig i den åländska skärgården.

## Radioteater

### Regi (ej komplett)
| År   | Produktion        | Upphovsmän         |
| ---- | ----------------- | ------------------ |
| 1982 | Sjötunga Meunière | Anne-Sofie Nielsen |